# Vila Chã, Codal e Vila Cova de Perrinho
Vila Chã, Codal e Vila Cova de Perrinho (oficialmente: União das Freguesias de Vila Chã, Codal e Vila Cova de Perrinho) é uma freguesia portuguesa do município de Vale de Cambra, com 13,29 km² de área e 5348 habitantes (censo de 2021). A sua densidade populacional é 402,4 hab./km². Parte significativa da cidade de Vale de Cambra está inserida nesta freguesia.

## História
Foi criada aquando da reorganização administrativa de 2013, resultando da agregação das antigas freguesias de Vila Chã, Codal e Vila Cova de Perrinho.

## Demografia
A população registada nos censos foi:
| Distribuição da População por Grupos Etários | Distribuição da População por Grupos Etários | Distribuição da População por Grupos Etários | Distribuição da População por Grupos Etários | Distribuição da População por Grupos Etários | Distribuição da População por Grupos Etários |
| -------------------------------------------- | -------------------------------------------- | -------------------------------------------- | -------------------------------------------- | -------------------------------------------- | -------------------------------------------- |
| Antes da agregação                           |                                              |                                              |                                              |                                              |                                              |
| Ano                                          | 0-14 anos                                    | 15-24 anos                                   | 25-64 anos                                   | >= 65 anos                                   | Total                                        |
| 2001                                         | 909                                          | 852                                          | 3072                                         | 784                                          | 5617                                         |
| 2011                                         | 715                                          | 570                                          | 3057                                         | 925                                          | 5267                                         |
| Após a agregação                             |                                              |                                              |                                              |                                              |                                              |
| Ano                                          | 0-14 anos                                    | 15-24 anos                                   | 25-64 anos                                   | >= 65 anos                                   | Total                                        |
| 2021                                         | 629                                          | 516                                          | 2906                                         | 1297                                         | 5348                                         |